# NGC 5018
NGC 5018 је елиптична галаксија у сазвежђу Девица која се налази на NGC листи објеката дубоког неба.
Деклинација објекта је - 19° 31' 10" а ректасцензија 13h 13m 0,9s. Привидна величина (магнитуда) објекта NGC 5018 износи 10,7 а фотографска магнитуда 11,7. Налази се на удаљености од 40,548 милиона парсека од Сунца. NGC 5018 је још познат и под ознакама ESO 576-10, MCG -3-34-17, UGCA 335, IRAS 13103-1915, PGC 45908.